# Hippeastrum traubii
Hippeastrum traubii är en amaryllisväxtart som först beskrevs av Harold Norman Moldenke, och fick sitt nu gällande namn av Harold Emery Moore. Hippeastrum traubii ingår i släktet amaryllisar, och familjen amaryllisväxter. Inga underarter finns listade i Catalogue of Life.